# Estación Chillán
Chillán es la principal estación de ferrocarril de la ciudad de Chillán, Chile, parada terminal del servicio Tren Chillán-Estación Central. 
En su interior contiene un mural llamado "Ñuble; Luz, greda y canto" hecho por la artista Alicia Valenzuela, con el patrocinio de la Universidad del Bío-Bío, Empresa de los Ferrocarriles del Estado y Ministerio de Educación.

## Historia
La estación fue construida en la década de 1870, siendo inaugurada el 14 de abril de 1874 por el presidente de ese entonces, Federico Errázuriz Zañartu, como parte del Ramal Rucapequén-Concepción, y una comitiva que llegó en dos trenes. Aquel acontecimiento fue festejado en el centro de la ciudad durante todo el día, con un banquete en el antiguo Teatro Municipal de Chillán, y bandas musicales en la Plaza de armas de Chillán. Al día siguiente, la primera comitiva sale de la ciudad a las 9:00, mientras que a las 10:00 parte el segundo tren. Cerca de la estación Yumbel el primer tren sufrió un accidente, descarrilando dos carros a causa de la acumulación de arena en las vías. El segundo tren por su parte, al llegar al lugar del accidente, traslada parte de la comitiva afectada de regreso a Chillán. En total hubo cuatro fallecidos y seis heridos.
Entre 1885 a 1887 se construye el Ferrocarril Urbano de Chillán, donde la estación actúa como inicio y fin del tranvía que conectaba con Chillán Viejo.

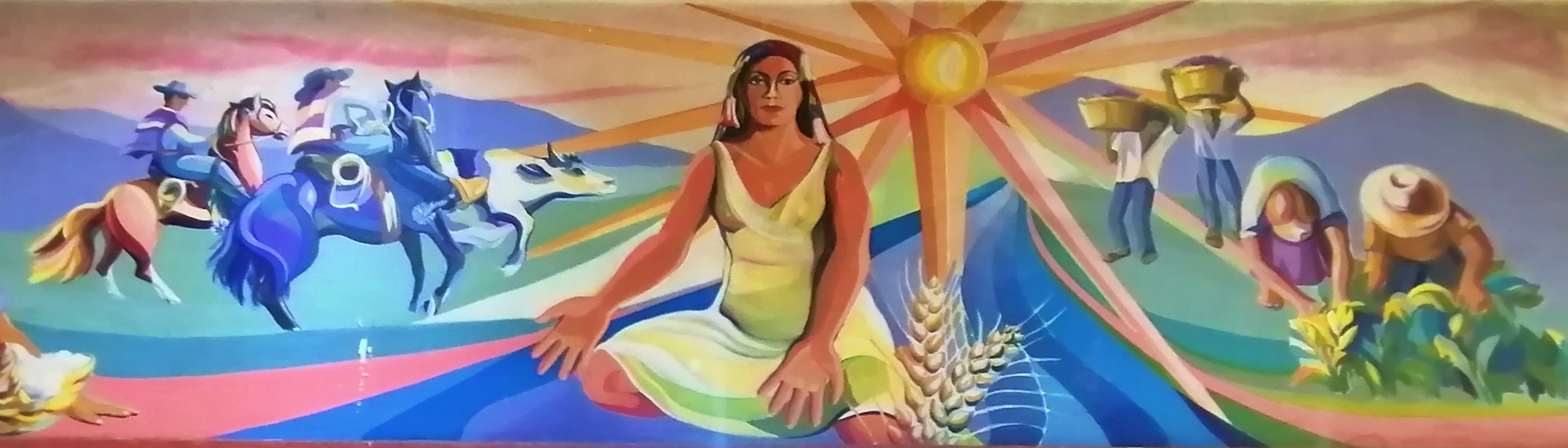
Detalle de mural Ñuble: Luz, greda y canto de Alicia Valenzuela

A consecuencia del Terremoto de Chillán de 1939, el edificio colapsa y los trenes que se encontraron estacionados en el minuto del sismo, son usados como albergue temporal para los damnificados. La actual estructura, corresponde al proceso de reconstrucción de la ciudad, posterior al sismo. El año 2000, la estación es remodelada para el uso del servicio Terrasur.
En 2010, ocurre un nuevo terremoto, cual dañó severamente la torre de la estación. Su intervención en 2011, contemplaba la eliminación de este elemento arquitectónico, el cual, en el momento de su demolición, no contaba con permisos municipales para efectuarlo. Este hecho alertó a las autoridades locales, cuales desde 2016, a través de su plano regulador, consideraron a la estación y diversos otras edificaciones de la ciudad, como "Inmueble de Conservación Histórica".
Desde ese mismo año, han existido diversas propuestas de mejoramiento de la zona, como el soterramiento de la estación, o su traslado a otro sector de la ciudad, con el fin de aumentar la conexión urbana. A ello se suma la intención de intervenir el recorrido ferroviario en su intersección con el camino a Parque Lantaño, terrenos adyacentes a la estación cuales, contienen serios problemas de congestión vehicular.
En 2019, fue inaugurado el Parque Ultraestación, a un costado de la parada de trenes, en los terrenos de la antigua Maestranza de ferrocarriles. Ese mismo año, el presidente Sebastián Piñera, anunció la habilitación de un nuevo servicio entre Santiago y Chillán, con un aumento de doce trenes por día, cuales tendrían una velocidad de 160 km/h, lo cual conlleva a realizar el recorrido en menos de tres horas.

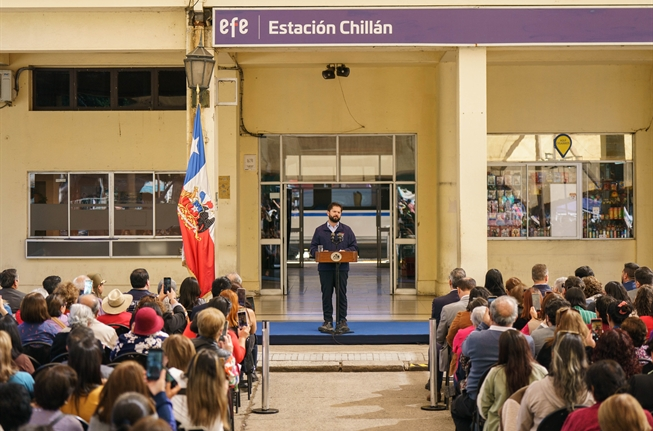
Inauguración del servicio de tren rápido en la estación Chillán en abril de 2024.

El 29 de diciembre de 2022 inició sus operaciones el Tren Chillán-San Carlos, servicio de tren de cercanías piloto que conectará a las ciudades de Chillán y San Carlos. Este plan piloto tiene como objetivo evaluar la rentabilidad de un servicio interurbano exclusivo para la región del Ñuble.
Tras los temporales de junio y de agosto de 2023, el servicio regular entre Estación Central y Chillán estuvo suspendido producto de afectaciones relevantes de siete puentes de la vía férrea en la Región del Maule. El servicio fue reinaugurado por el presidente Gabriel Boric en abril de 2024, con la inauguración del servicio de tren rápido desde Estación Central.

## Infraestructura
En marzo de 2024 fueron contratados los servicios para   la primera etapa de construcción del nuevo Centro de Mantenimiento de Chillán.